# Shapinsay
Shapinsay es la octava isla más grande del archipiélago de las Órcadas, en Escocia. La isla ocupa una superficie de 31 km². Está conectada a Mainland por medio de un transbordador (de Balfour a Kirkwall). Shapinsay es conocida por un broch de la Edad de Hierro, en Burroughston y la Torre Dishan.
- Datos: Q1434255
- Multimedia: Shapinsay / Q1434255